# Мирјана Вукас
Мирјана Вукас (рођена Билић) (Бачка Топола, Краљевина Југославија, 11. мај 1936) је бивша српска и југословенска гимнастичарка. На Европском првенству освојила је две златне медаље, у вишебоју и на партеру, као и једну бронзану на греди. Била је учесница Олимпијских игара у Риму 1960. под заставом Југославије.